# Prinoth (entreprise)
 (janvier 2025).

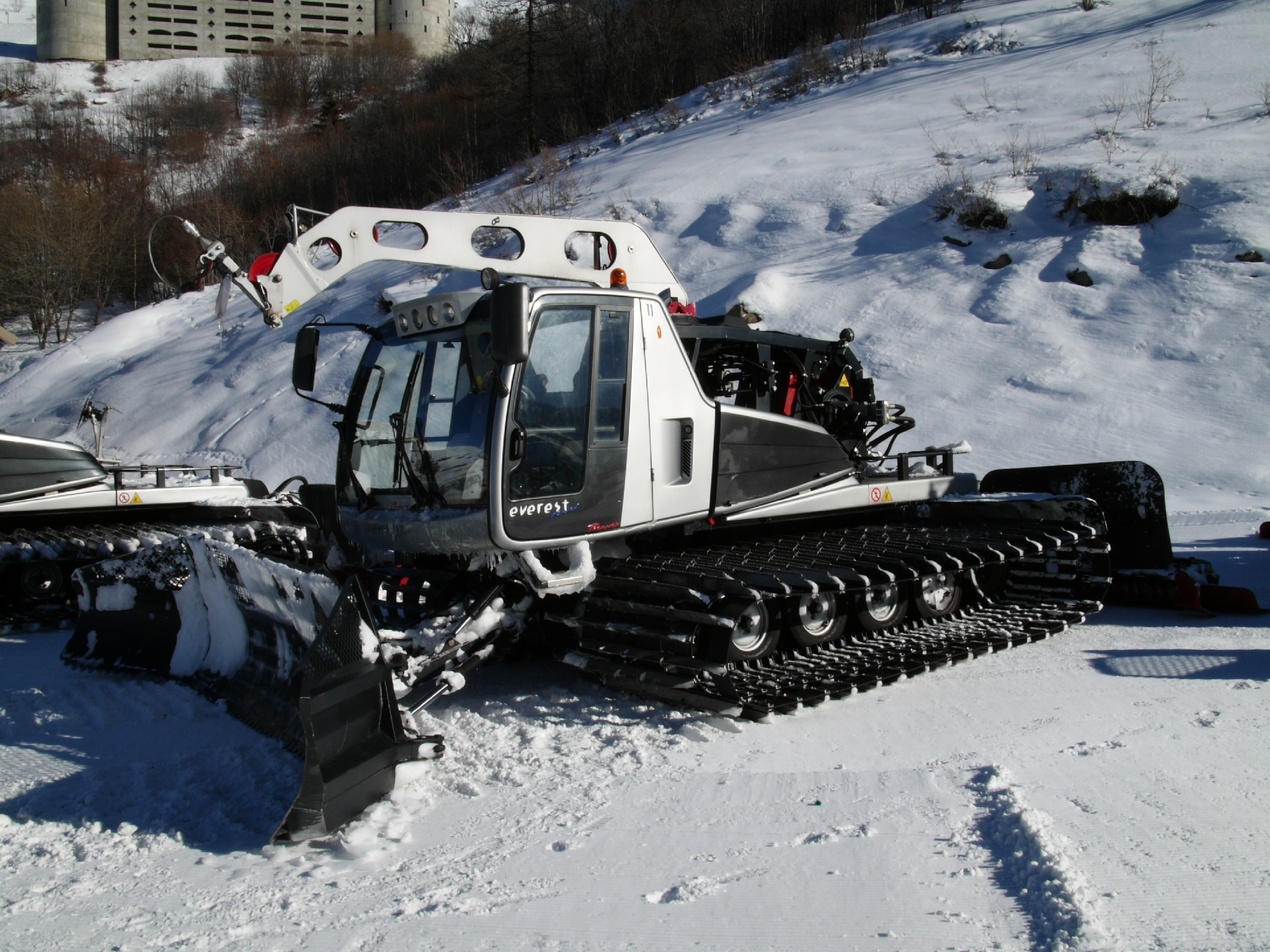
Dameuse Everest

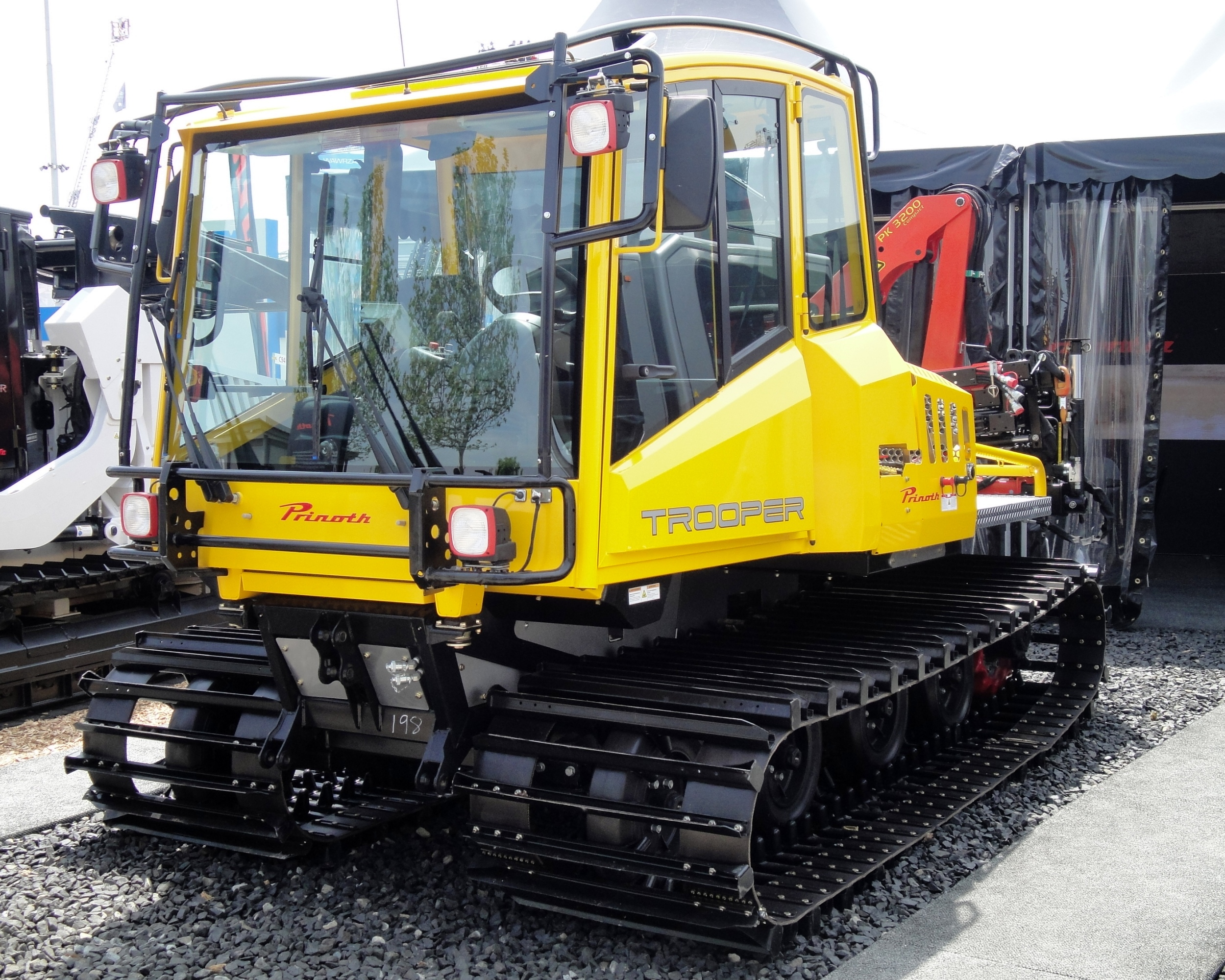
Prinoth Trooper

Prinoth AG est un constructeur italien de dameuses et de véhicules utilitaires sur chenilles. Le siège de l’entreprise se trouve à Vipiteno, dans le Tyrol du Sud. Avec son parc de dameuses, Prinoth prépare des pistes de ski. Ses véhicules utilitaires sont, quant à eux, employés pour le transport ainsi que pour la gestion de la végétation et de la biomasse.

## Histoire
L’entreprise, membre du groupe Leitner, est fondée en 1951 lorsque le constructeur et pilote automobile Ernst Prinoth ouvre la maison mère de l’entreprise actuelle : un garage automobile. Originaire de Val Gardena, il investit sa passion pour les véhicules puissants dans la conception d’engins à neige adaptés aux conditions hivernales du Tyrol du Sud.
Prinoth commence ainsi en 1960 des expériences sur les dameuses. En 1964, il lance son premier véhicule conçu pour circuler sur la neige : la dameuse « P15 ». En 1970, les pistes des Championnats du monde de ski alpin, qui se déroulent à Val Gardena, sont préparées pour la toute première fois par des véhicules Prinoth. En 1973, Prinoth invente la fraise à neige. En 2000, les segments Véhicules de damage des entreprises Leitner AG et Prinoth fusionnent. L’entreprise reprend, en 2005, la division Damage de Bombardier, puis, en 2009, sa branche de véhicules utilitaires sur chenilles. La même année a lieu la création du Headquarters Prinoth LLC Canada et l’ouverture de Prinoth GmbH à Telfs, en Autriche. En 2011, une alliance stratégique avec la société AHWI Maschinenbau permet d’élargir le portefeuille de produits à la gestion de la végétation et de la biomasse.

## Produits
- Dameuses
- Véhicules utilitaires sur chenilles
- Gestion de la végétation y compris le bois